# Els Hostalets de Pierola
Els Hostalets de Pierola – gmina w Hiszpanii, w prowincji Barcelona, w Katalonii, o powierzchni 33,5 km². W 2011 roku gmina liczyła 2897 mieszkańców.